# Marc-Antoine-Thomas Mérigeaux
Marc-Antoine-Thomas Mérigeaux est un homme politique français né en 1755 à Pézenas (Languedoc) et décédé à Pézenas en 1834.
Avocat à Pézenas, il est député du tiers état aux États généraux de 1789 pour la sénéchaussée de Béziers. Il prête le Serment du Jeu de paume et siège dans la majorité.

## Sources
- « Marc-Antoine-Thomas Mérigeaux », dans Adolphe Robert et Gaston Cougny, Dictionnaire des parlementaires français, Edgar Bourloton, 1889-1891 [détail de l’édition]